# Antichan
Antichan é uma comuna francesa na região administrativa de Occitânia, no departamento dos Altos Pirenéus. Estende-se por uma área de 1,19 km², Em 2010 a comuna tinha 38 habitantes (densidade: 31,9 hab./km²)..